# Kirai járás
A Kirai járás (oroszul Кыринский район) járás Oroszország Bajkálontúli határterületén. Székhelye Kira.
A járást 1926-ban hozták létre.

## Népessége
- 2002-ben 16 016 lakosa volt.
- 2010-ben 13 650 lakosa volt.